# حكم في نورمبرغ (فلم)
حكم في نورمبرغ (بالإنجليزية: Judgment at Nuremberg) هو فيلم دراما تم إنتاجه في الولايات المتحدة وصدر في سنة 1961.

## بطولة
- سبينسر تريسي
- برت لانكستر
- مارلينه ديتريش
- جودي غارلند
- مونتغومري كليفت

### ترشيحات وجوائز
| السنة | الحدث | الفئة            | النتيجة  |
| ----- | ----- | ---------------- | -------- |
|       |       | أوسكار أحسن ممثل | فـــــوز |

## الميزانية والإيرادات
بلغت تكلفة إنتاج الفيلم حوالي 3 ملايين دولار بينما حقق أرباحا تقدر بـ 10,000,000 دولار.

## وصلات خارجية
- مقالات تستعمل روابط فنية بلا صلة مع ويكي بيانات